# Radomirești
Radomirești è un comune della Romania di 3 678 abitanti, ubicato nel distretto di Olt, nella regione storica della Muntenia.
Il comune è formato dall'unione di 4 villaggi: Călinești, Crăciunei, Poiana, Radomirești.
Di un certo interesse la chiesa dell'Assunzione di Maria (Adormirea Maicii Domnului), della fine del XIX secolo.